# Tilemann Schnabel
Tilemann Schnabel (* um 1475 in Alsfeld; † 27. September 1559 ebenda) war evangelischer Theologe und Reformator.

## Leben
Über Schnabels Jugend ist nichts Näheres bekannt. Wahrscheinlich ist er schon in jungen Jahren in den Augustinerorden in Alsfeld eingetreten. Der Orden hat dann für seine Ausbildung gesorgt und ihn in seinem Studium generale in Erfurt studieren lassen. Schon im Erfurter Kloster ist Schnabel mit Martin Luther zusammen gewesen, und dieser zog ihn auch nach Wittenberg. Da erwarb er sich alle akademischen Grade und erlangte schließlich am 12. September 1515 die Würde des Theologischen Doktors. Luther schrieb später an seinen Kurfürsten, Schnabel sei „die erste Creatur, die ich geschaffen habe, da ein junger Doktor den anderen macht“.
Seine Laufbahn im Orden begann Schnabel als Prior in Königsberg/Neumark. Später war er Provinzial der Thüringischen Ordensprovinz. Als aber die Augustiner 1521 in Scharen die Klöster zu verlassen begannen, ging auch Schnabel fort. Luther schenkte ihm damals beim Abschied einen hebräischen Handpsalter, den er selbst von Johann Lange erhalten hatte. Zunächst begab sich Schnabel in seine Vaterstadt Alsfeld, wo er als Prediger wirkte.
1523 musste er aber die Stadt verlassen, da der Landgraf Philipp den evangelischen Glauben noch nicht zulassen wollte. Schnabel zog weiter nach Leisnig, wo er so bescheiden gestellt war, dass Luther an Georg Spalatin schrieb, der Rat wollte wohl seinen Prediger durch Hunger vertreiben. Nach drei Jahren bat ihn seine Vaterstadt zurückzukehren. Dort wirkte Schnabel bis zu seinem Tode. 1530 wurde er Superintendent. Lange Zeit war er der einzige hessische Geistliche, der den theologischen Doktorgrad besaß. Luther bedauerte es, dass Schnabel nicht nach Marburg berufen wurde. Wenn er das gewusst hätte, schrieb er später, hätte er ihn längst aus Alsfeld herausgeholt. 1538 war er an der Ausarbeitung der Ziegenhainer Kirchenzuchtordnung beteiligt.
Wahrscheinlich aus Ärger über die Doppelehe des Landgrafen verzichtete Schnabel 1541 auf seine Superintendentur und wäre gern anderswo hingegangen. Verbittert schrieb er an Luther, dass es dem Evangelium in Hessen ginge „wie Christo in Herodes Hause“. Luther empfahl ihn seinem Kurfürsten als Prediger für Gera, aber daraus wurde nichts. Schnabel blieb Pfarrer in Alsfeld. In der Zeit des Augsburger Interims trat er noch einmal kraftvoll hervor, sonst wurde es still um ihn. Sein Nachfolger wurde Justus Vietor.